# Transcurvatura
La transcurvatura (in inglese "transwarp drive") è un'ipotetica tecnica inventata nell'universo di Star Trek per permettere di coprire enormi distanze in tempi ridotti. È più elaborata della propulsione a curvatura e si serve di bobine speciali che permettono di creare tunnel spaziali artificiali all'interno dei quali le astronavi possono raggiungere a velocità elevatissime i più lontani quadranti della galassia.

## Descrizione
Nel film Star Trek III - Alla ricerca di Spock, Scotty sabota il computer della transcurvatura dell'USS Excelsior per evitare che la nave possa inseguire l'Enterprise durante l'illecita missione di recupero su Genesis.
In un episodio della serie Star Trek: Voyager il tenente Tom Paris raggiunge velocità di transcurvatura su una navetta prototipo, ma subisce una serie di mutazioni a livello biologico e metabolico, che lo trasformano in un organismo completamente nuovo.
I vascelli Borg generano e proiettano davanti a sé un campo di integrità strutturale a forma di cuneo per poter percorrere indenni i condotti di transcurvatura a causa delle estreme turbolenze gravimetriche.
Sembra che la transcurvatura sia stata inventata o assimilata dai Borg. Le bobine di transcurvatura sono differenti da quelle normali: nella serie Star Trek: Voyager il capitano Janeway ne ruba una ai Borg e abbrevia il suo viaggio di ritorno. I tunnel artificiali creati da queste bobine speciali sono molto instabili: difatti è possibile farli collassare con un'esplosione. I motori che utilizzano le bobine speciali aumentano esponenzialmente l'afflusso di plasma, e quindi di energia traente: una quantità di energia infinita che gli scienziati del XXV secolo hanno imbrigliato impiegando le particelle omega invece dell'antimateria. Nella serie Voyager si scopre che i Borg hanno ideato i centri di snodo che collegano vari tunnel artificiali e potendone così controllare il traffico spaziale.
Nei film Star Trek (2009) e Into Darkness - Star Trek sempre Scotty è lo scopritore dell'equazione per il teletrasporto a transcurvatura (transwarp beaming), tecnica che permette non solo di trasferire un essere vivente su un'astronave che viaggia a propulsione a curvatura, ma anche di teletrasportare su scala interstellare.